# F*ck de Liefde 2
F*ck de Liefde 2 is een Nederlandse romantische komediefilm uit 2022 geregisseerd door Appie Boudellah en Aram van de Rest. De film is een vervolg op de film F*ck de Liefde uit 2019 en ging op 20 mei 2022 wereldwijd in première op streamingdienst Netflix.

## Verhaal
De film volgt Lisa die nadat haar relatie is stukgelopen terugkeert naar Nederland. Tijdens de uitvaart van Lisa haar oma, komt haar vriendin Kiki op haar bekende lompe manier met het nieuws dat ze in het huwelijk stapt. Samen met Angela gaat de groep vriendinnen naar Ibiza voor een vrijgezellenvakantie.
De vakantie loopt echter al snel anders dan verwacht; Angela belandt de eerste nacht al meteen in bed met Javier en bij Kiki slaan de twijfels toe over haar aanstaande huwelijk. Lisa raakt gecharmeerd van de perfect Noah die ze nog kent vanuit haar jeugd en dan duikt ook nog haar ex op in Ibiza die haar vervolgens de liefde verklaart.

## Rolverdeling
| acteur             | personage          |
| ------------------ | ------------------ |
| Bo Maerten         | Lisa               |
| Géza Weisz         | Jim                |
| Nienke Plas        | Kiki               |
| Yolanthe Cabau     | Bo                 |
| Maurits Delchot    | Said               |
| Edwin Jonker       | Jack               |
| Victoria Koblenko  | Cindy              |
| Bettina Holwerda   | Angela             |
| Dorian Bindels     | Noah               |
| Anouk Maas         | Monica             |
| Défano Holwijn     | Johnny             |
| Kraantje Pappie    | 'Mooie Max'        |
| Aram van de Rest   | Ferry              |
| Omari Koemproe     | Souf               |
| Aimee Neira Ashruf | Saar               |
| Juvat Westendorp   | Javier             |
| Kees Boot          | gynaecoloog        |
| Kim Pieters        | relatietherapeut   |
| Kimberley Klaver   | yoga instructrice  |
| Bertrie Wierenga   | waarzegster        |
| Rutger Vink        | man in auto        |
| Lisa Michels       | politieagent Merel |

- Acteur Thijs Römer speelde Jim in het eerste deel van de film maar kon door een te drukke agenda niet terug keren, hij werd vervangen door Géza Weisz.[3]

## Achtergrond
De film werd geregisseerd door Appie Boudellah en Aram van de Rest. Boudellah werkte eveneens aan de film mee als producent en scenarioschrijver. De film werd in oktober 2019 aangekondigd en zou oorspronkelijk in januari 2021 in de Nederlandse bioscopen moeten verschijnen, door de coronapandemie werd dit uitgesteld. Uiteindelijk werd de film niet in de bioscoop uitgebracht maar werd de film verkocht aan streamingsdienst Netflix. De opnames van de film gingen in september 2021 op Ibiza van start gegaan. Verschillende hoofdrolspelers uit de voorgaande film keerde terug, waaronder Bo Maerten, Yolanthe Cabau, Nienke Plas en Edwin Jonker.
F*ck de Liefde 2 ging op 20 mei 2022 wereldwijd in première op Netflix.